# بلعید عبدالسلام
بلعید عبدالسلام (عربی: بلعيد عبد السلام؛ زادهٔ ۲۰ ژوئیهٔ ۱۹۲۸ – درگذشته ۲۷ ژوئن ۲۰۲۰) سیاست‌مدار اهل الجزایر بود. وی به عنوان نخست‌وزیر الجزایر از ژوئیه ۱۹۹۲ تا اوت ۱۹۹۳ خدمت کرده‌است.

## زندگی‌نامه
بلعید عبدالسلام در ۲۰ ژوئیه ۱۹۲۸ در دهامشه در نزدیک استان سطیف متولد شد.

## درگذشت
بلعید عبدالسلام در ۲۷ ژوئن ۲۰۲۰، در سن ۹۱ سالگی در بیمارستان نظامی عین نعجه در شهر الجزیره درگذشت.